# Псевдоуридин
Псевдоуридин, ψ (від грецької літери «псі») — 5'рибозил-урацил, ізомер уридину (1'рибозил урацилу) — піримідин, найпоширеніший вид модифікацій РНК, які виникають після її синтезу з ДНК-матриці під час процесингу та модифікації.
Присутність псевдоуридину в молекулах РНК надає більшої жорсткості фосфодіестеразному «хребту» молекули, та додає міцності комплементарній парі ψ-А (замість У-А), звідси псевдоуридинова модифікація грає роль у функціонуванні мяРНК у складі сплайсосом та трансляції у складі рРНК та тРНК. Нещодавно було відкрито присутність ψ у мРНК..

## Історія відкриття
Псевдоуридин вперше було відкрито у 1951 році при дослідженнях хімічного складу РНК печінки телят. Псеводуридин виявився настільки поширеним, що деякий час його називали «п'ятий рибонкуклеотид». Впродовж довгого часу вважалося, що псевдоуридинилювання притаманно лише некодуючим РНК, проте у 2014 році знайдені мРНК з ψ.

## Псевдоуридинилювання РНК

Псевдоуриднилювання РНК за допомогою псевдоуридин синтаз

Додавання псевдоуридину до молекул РНК відбувається шляхом ізомеризації уридину — трансглікозилюванні, тобто переміщенні звя'язку з цукром, рибозою, від першого положення урацилу до п'ятого. Таким чином 1-рибозил урацил стає 5-рибозил-урацилом. Реакція відбувається за допомогою ферментів псевдоуридин-синтаз (англ. pseudouridine synthase, PUS). Така модифікація змінює C-N глікозидний зв'язок між рибозою та азотистою основою (див. рис. «псевдоуриднилювання РНК») на C-C зв'язок, який є більш міцним. Також додається ще один донор гідрогену, який збільшує стійкість ψ-А пари.
-